# 프레잉 맨티스 작전

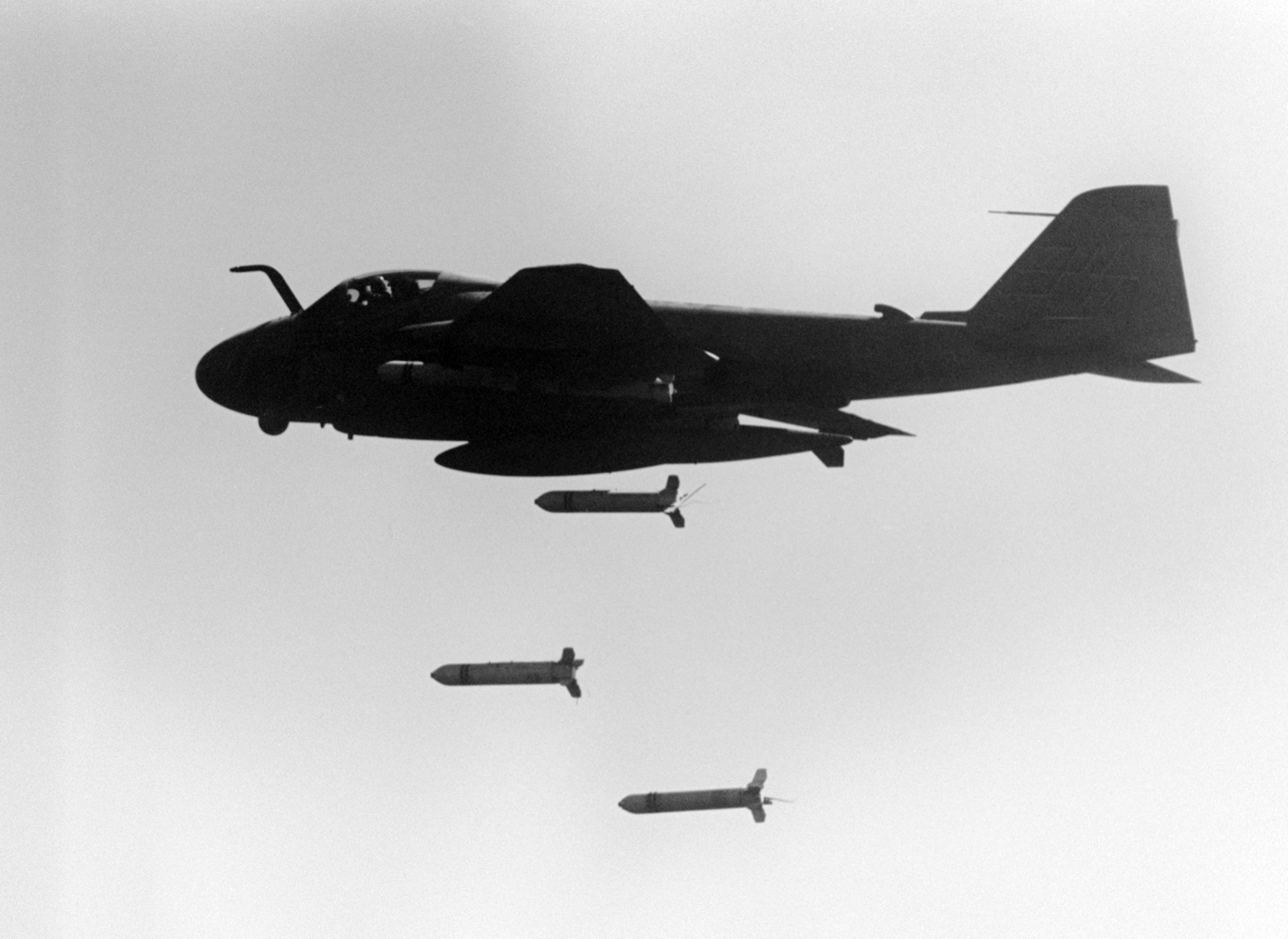
사마귀 작전을 실행중인 VA-95 비행대대의 A-6E 인트루더 공격기

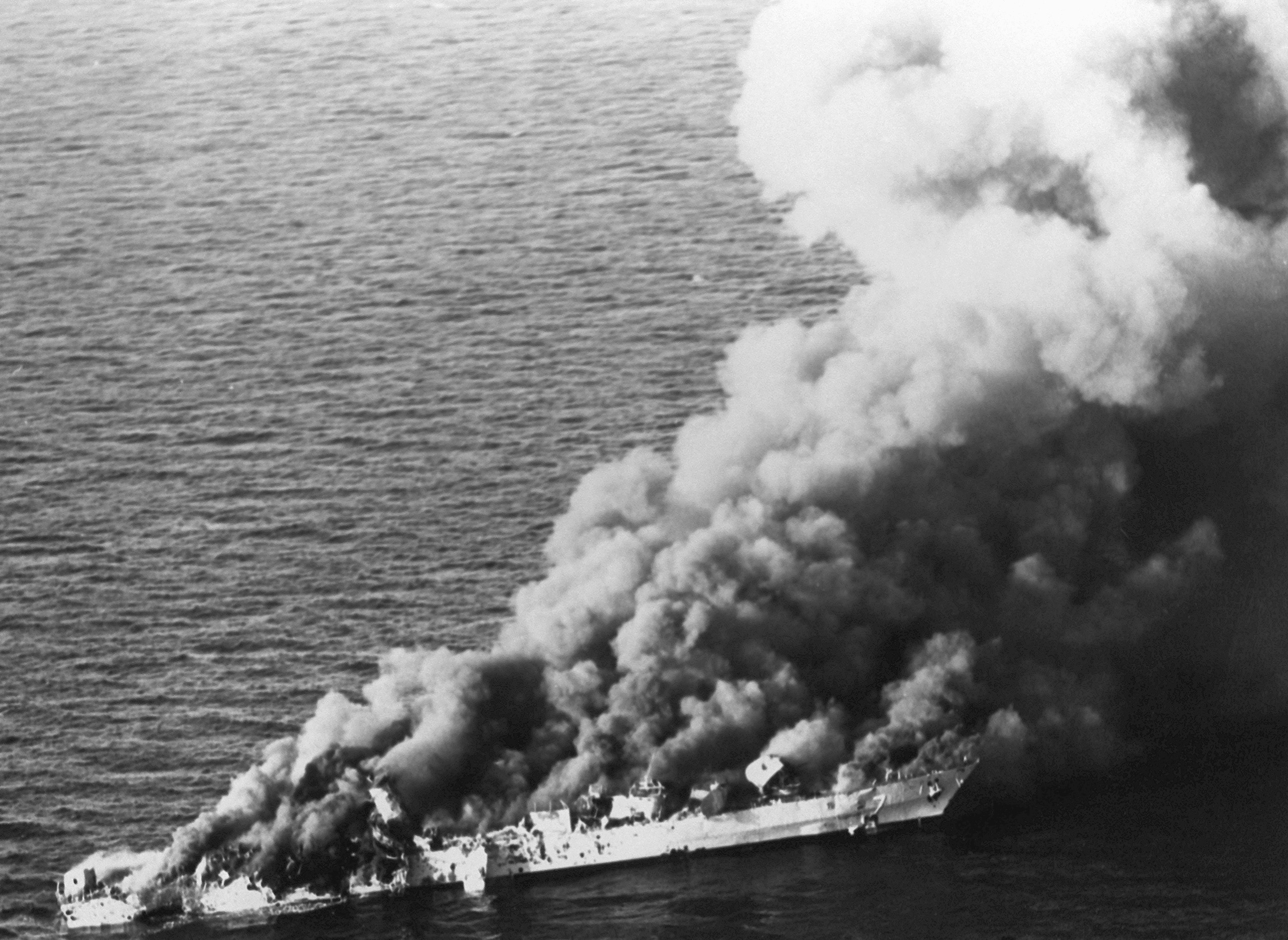
격침된 이란의 사한드 호위함

오퍼레이션 프레잉 맨티스(Operation Praying Mantis)는 1988년 미국 해군이 이란 해군의 호위함을 격침한 작전이다. 번역하면 사마귀 작전이다.

## 역사
1988년 1월 미국 로드 아일랜드 뉴포트에서 4000톤급 새뮤얼 B. 로버츠 구축함이 오퍼레이션 어니스트 윌에 참가하기 위해 페르시아만으로 출항했다. 이란 이라크 전쟁 동안 쿠웨이트 국적의 유조선을 호위하는 임무였다. 페르시아만에 도착한 구축함은 4월 14일 연료 재급유 장소로 다시 출항했는데, 이란 해군이 부설한 M-08 기뢰의 공격을 받았다. 며칠 전에도 구축함이 안전하게 통항한 페르시아만 한 가운데 길이었다. 기뢰는 4.6 m 구멍을 내었으며, 승무원들이 5시간 동안 불을 꺼서 겨우 구축함을 구했다. 메인 가스 터빈 엔진 2기도 파괴되어, 보조 추력기를 이용해 5노트 속도로 현장을 이탈했다.
이에, 미국은 보복 공격을 기획했으며, 사마귀 작전으로 이란 해군의 1000톤급 사한드 호위함을 격침했다. 천안함 격침 사건으로 유명한 천안함이 1000톤급 군함이다.
1988년 4월 18일, 항공모함 USS 엔터프라이즈 (CVN-65)가 사마귀 작전을 주도했다. 항공모함에서 이륙한 VA-95 비행대대의 A-6 인트루더 공격기 2대가 사한드함을 공격했다. 공대함 하푼 미사일 2발과 레이저 유도 폭탄 4발을 명중시켰다. 심각한 피해를 입은 사한드함에, 다시 전투기 한 대가 록키아이 폭탄 2발을 명중시키고, 구축함에서 발사한 함대함 하푼 미사일 1발을 명중시켜서 사한드함이 완전히 격침되었다.
2018년 12월, 이란 해군의 2000톤급 사한드 호위함이 취역했다. 2019년 1월, 미국 앞의 대서양으로 함대 훈련을 할 계획이다.

## 같이 보기
- 순교자 솔레이마니 작전
- 이란 항공 655편 격추 사건